# Монастырь Святой Нины (Юнион-Бридж)
Монастырь Святой Нины (англ. Sacred Monastery of Saint Nina) — женский монастырь Северо-Американской епархии Грузинской православной церкви, расположенный в городе Юнион-Бридж, штат Мэриленд. Монастырь, несмотря на нахождение в юрисдикции Грузинской православной церкви, следует традициям греческого православия.

## История
Сестричество было основано в Греции под духовным руководством архимандрита Дионисия (Каламбокаса), настоятеля Успенского монастыря в Петре, духовного сына афонского старца Емилиана Симонопетрского.
В 2010 году сестричество, названное в честь Введения во храм Пресвятой Богородицы, было принято в юрисдикцию Православной церкви в Америке. После того, как 24 мая 2011 года (впервые с 1946 года) Русская православная церковь заграницей и Православная церковь в Америке возобновили евхаристическое общение, митрополит Американский и Канадский Иона (Паффхаузен) перепоручил сестёр митрополиту Илариону (Капралу). Сёстры получили канонический отпуст и вошли в состав Восточно-Американской епархии, временно обосновавшись в съёмном помещении в Силвер-Спринге, Мэриленд, пригороде Вашингтона, округ Колумбия.
В 2011 году сестричеством был найден участок земли, подходящий для обустройства православного монастыря — это большое удалённое имение, расположенное на 131 акрах земли неподалёку от городка Либертитаун, штат Мэриленд, находится в часе езды на север от Вашингтона, округ Колумбия, и в 45 минутах езды на запад от Балтимора. Ранее имение находилось в пользовании протестантской общины — здесь есть часовня с колокольней, административный центр, трапезная, кладбище, большой отремонтированный амбар, шесть домов, две гостиницы, где могут расположиться 20 паломников. В имении также есть два пруда, 70 акров кукурузных полей, новое водоочистное сооружение — всё это делает будущий монастырь пригодным для развития фермерского хозяйства. Рассматривается возможность приобретения комплекса за миллион долларов или аренда за 300,000 с правом выкупа.
На 2011 год все шесть монахиней во главе с игуменьей Емилианой (Хэнсон) являлись американками греческого, русского и сирийского происхождения, большинство из которых обратились в Православие из других религий.
В итоге монастырём была приобретена территория площадью 131 акров в Юнион-Бридже, штат Мэриленд, с двумя прудами, церковью, трапезной, большим сараем, и 5 жилыми домами (самый старый из них 1821 год постройки), всё в отличном состоянии.
С 30 июля 2012 года первоиерарх РПЦЗ митрополит Иларион предоставил монастырю канонический отпуст для перехода под омофор митрополита Фессалиотийского и Фанариоферсальского Кирилла (Христакиса), отметив при этом, что «ряд положений устава монастыря, касающихся духовного подчинения противоречат нормам и практике нашей Церкви. Не предвидя возможного разрешения этого вопроса, мы освободили монастырь из-под своего омофора, дабы его насельницы подчинились прежней своей канонический церковной юрисдикции, а именно в епархии Элладской церкви».
В сентябре 2012 года Католикосом-Патриархом Илиёй II монастырь был принят в юрисдикцию Грузинской православной церкви, будучи на этот раз назван в честь святой равноапостольной Нины.